# 清华大学交叉信息研究院
清华大学交叉信息研究院，是清华大学下属的交叉信息科学研究实体，由图灵奖获得者姚期智教授领衔。其前身是同样由姚期智教授领导的，后成为交叉信息研究院重要组成部分的理论计算机科学研究中心。

## 历史
- 2005年，筹备成立软件科学实验班，隶属计算机系。后于2009年更名为计算机科学实验班，列入“清华学堂”计划，被昵称为“姚班”。
- 2005年，筹备成立理论计算机科学研究中心（ITCS）。
- 2010年6月，成立清华大学-麻省理工学院-香港中文大学理论计算机科学研究中心。
- 2010年12月，成立清华大学交叉信息研究院，相关研究中心挂靠研究院。
- 2011年1月，成立清华大学量子信息研究中心。
- 2011年7月，成立清华-密西根量子信息联合中心。

## 下属机构
- 清华大学“清华学堂计算机科学实验班”
- 清华大学理论计算机科学研究中心
- 清华大学量子信息中心
- 清华大学机器智能中心
- 清华大学安全计算实验室
- 清华大学-麻省理工大学-香港中文大学理论计算机科学联合中心
- 清华-密西根量子信息联合中心
- 清华-奥胡斯交互计算理论中心
- 清华-滑铁卢量子计算联合中心
- 清华-微软网络计算联合中心

## 研究内容
- 计算机科学与技术
  - 理论计算机科学：计算与通讯复杂性、算法设计与分析、计算理论、量子计算、计算逻辑、计算几何
  - 安全计算：计算信息论及信息安全、密码学、密码理论与协议、数据安全、系统安全、网络安全
  - 网络科学：计算机网络与算法、无线传感器网络、复杂网络、社会网络、金融网络、智能电网、网络优化、复杂系统建模和理论研究
  - 机器智能：机器学习、机器翻译、语言技术、计算机视觉、计算机图形学、语音识别、数据挖掘、信息检索、机器人学
- 物理学学科
  - 量子信息科学：量子计算、量子通讯、量子网络、量子密码、量子仿真、量子模拟、多体理论